# Angelo Maria Rossi
Pour les articles homonymes, voir Rossi.
Angelo Maria Rossi est un peintre italien de natures mortes actif à Milan en Lombardie dans la seconde moitié du XVIIe siècle. 
Initialement identifié comme « Pseudo Fardella » en raison de la similitude stylistique de sa peinture avec les œuvres du peintre sicilien Giacomo Fardella, Angelo Maria Rossi fut plus tard nommé « Pittore di Carlo Torre », selon la dédicace apposée sur deux de ses toiles peintes vers 1662 pour l'écrivain milanais Carlo Torre. 
Le monogramme AMR de sa signature découvert par Giuseppe Cirillo figure dans de nombreux inventaires de collections à Milan. 
Prolifique peintre de champignons, plus de la moitié de la centaine de tableaux que l'on peut attribuer à Angelo Maria Rossi représentent des champignons sauvages,.

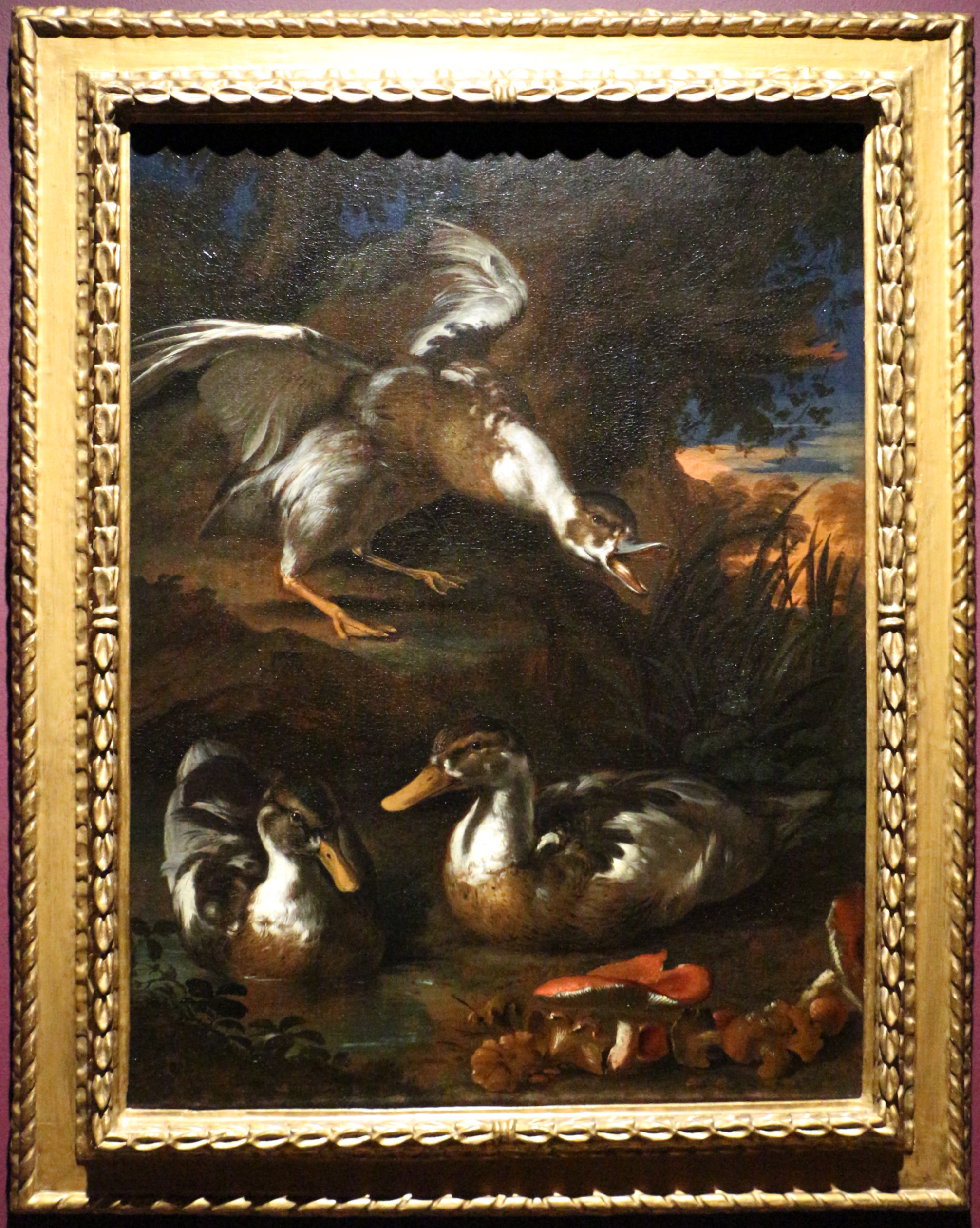
Anatre e funghi in un paesaggio boscose (vers 1750), huile sur toile, 98,3 × 74,4 cm, Musée des Bons-Enfants (Maastricht), prêt de la Ger Eenens Collection The Netherlands[4],[6].
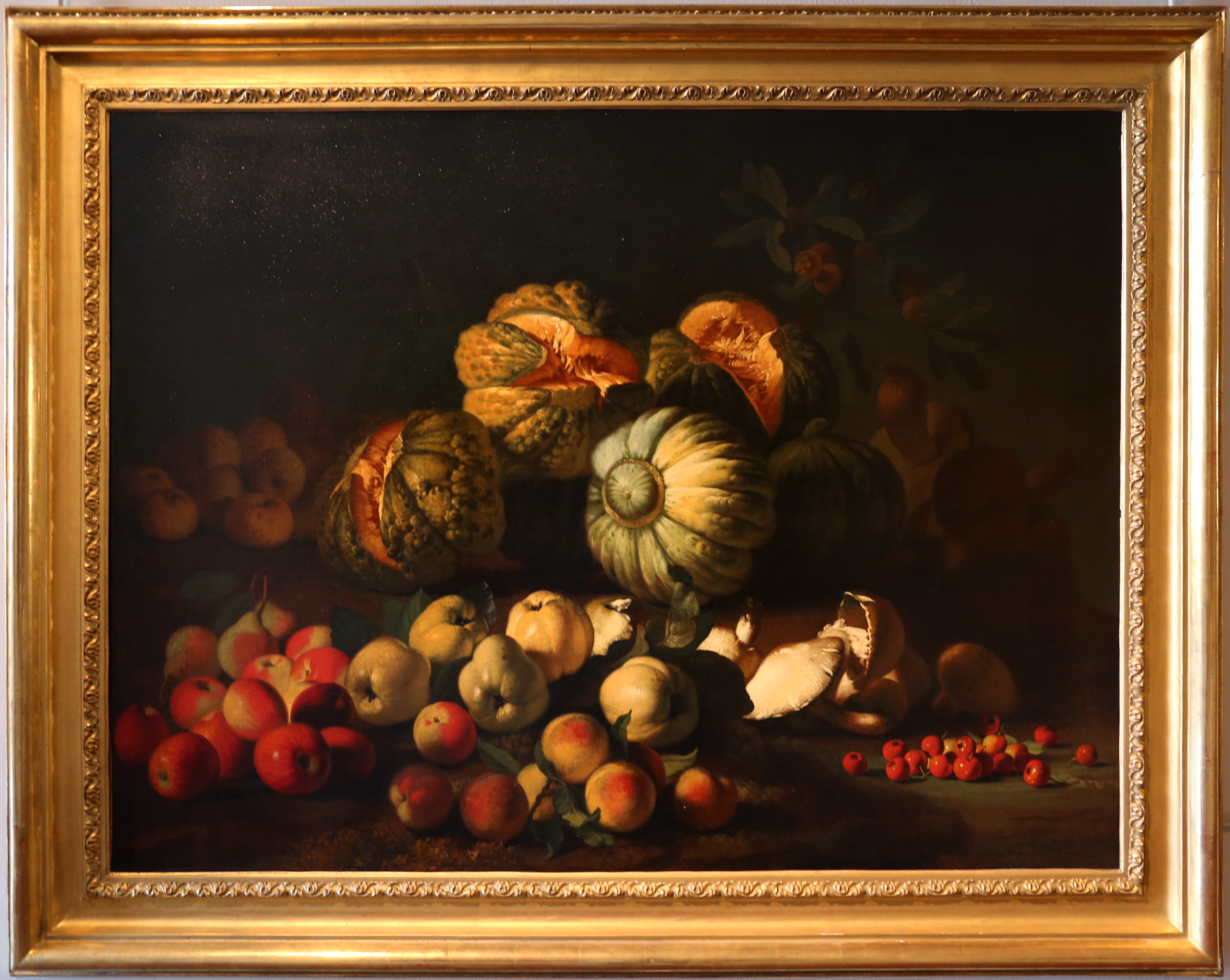
Nature morte aux fruits et aux champignons (XVIIe siècle), « Peintre de Carlo Torre » huile sur toile, 92 × 126 cm, musée Fesch, Ajaccio[7].